# Peter Onyekachi
Peter Onyekachi (Aba, 6 maggio 1994) è un calciatore nigeriano, attaccante dell'Hapoel Akko.

## Carriera
Ha giocato nella massima serie dei campionati nigeriano, israeliano e vietnamita.

## Palmarès

### Club

#### Competizioni nazionali
- Campionato nigeriano: 1

Enyimba: 2015
- Liga Leumit: 1

Hapoel Kfar Saba: 2018-2019